# Bernard Puszet de Puget
Bernard Teodor Puszet de Puget herbu własnego, (właściwie: Puget de la Marche et de Saint-Alban, baron francuski, ur. 1708 w Rzymie, zm. 31 maja 1779 w Warszawie) – generał major wojsk koronnych, kuzyn sławnej i wpływowej Henrietty z Pugetów Lullier, szarej eminencji dworu Stanisława Augusta.

## Szkic biograficzny
Bernard Teodor był jednym z dziesięciorga dzieci Jakuba Benedykta Józefa, (1680–1732) rezydenta Rzeczypospolitej w Rzymie i Włoszki Adriany Gertrudy Dini. Jakub Puget, pochodzący z rodziny francuskiej osiadłej od połowy XVII wieku w Warszawie, uzyskał w 1726 roku indygenat polski. Od wczesnej młodości Bernard był grand-muszkieterem Augusta III. Potem został stronnikiem Stanisława Leszczyńskiego. Bernard Puget postąpił na podpułkownika w 1745. Przed śmiercią był dowódcą Regimentu Pieszego Buławy Wielkiej Koronnej, mianowany generałem został w roku 1763.
Został zamordowany przez własnych służących, którym całkowicie ufał, powierzając im nawet klucze do szkatuł z pieniędzmi. Zabójstwo miało motywy rabunkowe. Sprawcami byli kamerdyner, strzelec przyboczny i 15-letni chłopiec na posługi w służbie generała, którzy udusili go śpiącego:„ocknąwszy się pan bronił się [...) i na ostatek duszącego za palec ugryzł; ten ukąszony (kamerdyner) bólem zdjęty, krzyknął na strzelca, by serwetę podał, który przystąpiwszy do łóżka, wciśniętą w gębę serwetą oddech zatamował; (...) na ostatek oba za gardło uchwyciwszy, życie panu swemu odebrali”. Zbrodniarzy schwytano uciekających z ukradzionymi pieniędzmi na Marymoncie. Egzekucję i wyrok morderców tak opisuje Stanisław Szenic, cytując ze starych źródeł: „[...] rano o godzinie 9 na wysokim teatrum na Krakowskim Przedmieściu wystawionym i licznym żołnierzem opasanym, w przytomności mnogiego ludu kamerdynerowi i strzelcowi najprzód prawe ręce ucięto, potem głowy ścięto, a po ścięciu poćwiartowano, te zaś ćwierci na palach przy traktach publicznych wisieć mają z tym przy każdej napisem: „Za zabicie pana swego”. Chłopiec, (w młodych jeszcze leciech, oświecenia zupełnego rozumu stanowić nie mogących) dla patrzenia na egzekucję swych kolegów na plac był przyprowadzony, i nazad do więzienia zaprowadzony, ma tam być trzymany i do pracy zażywany przez lat dwadzieścia cztery, nadto jeszcze co kwartał plagami po rózg pięćdziesiąt przed więzieniem karany”.
Wnukowie jednego z braci Bernarda, Jan Kacper i Antoni, uzyskali w latach 1826–1829 potwierdzenie tytułu barona w Królestwie Polskim. Rodzina Pugetów wydała w XIX i XX wieku wielu wybitnych oficerów, polityków i artystów, m.in. Ludwika Pugeta.